# XVIe concile de Tolède

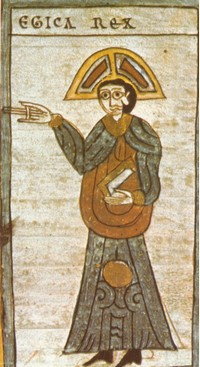
Cette illustration, datant du haut Moyen Âge, représente le roi wisigoth Egica. Le 16e concile de Tolède se déroula en sa présence.

Le seizième concile de Tolède s'est tenu à Tolède, dans le royaume Wisigothique, actuelle Espagne, en 693, sous le règne du roi Egica.

## Origine
En 692, l'archevêque de Tolède, Sisbert, a mené une rébellion avec beaucoup de nobles pour installer Sunifred en tant que roi. La rébellion fut matée dans la seconde moitié de cette année et, à un jour de printemps inhabituel, Egica a convoqué un concile général de l'Église en Espagne pour débattre de la sécurité future de la royauté et des sanctions contre les renégats.

## Participants
Soixante évêques, abbés, cinq et des six comtes du roi assistent au concile. Les évêques de Septimanie ne peuvent pas participer à cause d'une épidémie.

## Déroulement
Le concile démarre le 25 avril 693.
Le 2 mai, les évêques excommunient solennellement à vie Sisbert et le défroquent. Il pourrait toutefois recevoir la communion sur son lit de mort, à moins que le roi ne le pardonne avant.

## Canons
Le roi ouvre le concile par un discours, en déclarant que les fonctionnaires qui ont trahi la confiance du peuple wisigoth seraient démis de leurs fonctions et deviendraient esclaves de la trésorerie, par la confiscation de leurs biens à destination des caisses royales. Le concile souscrit au fait que le roi pourrait conférer, selon son bon vouloir, cette propriété confisquée aux personnes qu'il désignerait, y compris l'église. Les descendants des rebelles sont également interdit d'exercer toute fonction palatine. Enfin, les rebelles subissent l’anathème sur la base du soixante-quinzième canon du IVe Concile.
Fait sans précédent, les évêques transfèrent l'archevêque de Séville, Felix, à Tolède et l'archevêque de Braga, Faustinus, à Séville. Ils ordonnent aux évêques de Septimanie d'approuver les décrets de ce concile dans leur propre synode local.
Le concile a également réformé les lois du royaume sur plusieurs points. Tout serment rendu envers quelqu'un d'autre que le monarque est invalide et illégal. Cette loi a été incorporée dans le Liber Iudiciorum formulé par Chindaswinthe, publié par Réceswinthe, et modifié par Ervige. Dans ce code, quelques lois sont abrogées et certaines sont rétablies, comme celle interdisant la mutilation des esclaves.
Le concile réaffirme la peine de la castration pour cause d'homosexualité, datant de Chindaswinthe, mais seulement de peine de défrocage et d'exil pour les clercs délinquants, bien qu'Egica inclura la peine de castration aux clercs après le concile.
Les différents conciles prirent une part importante dans l'histoire juridique des Wisigoths, en particulier dans l'éradication du Judaïsme. Egica ajoute au code des lois d'Ervige, l'exonération de taxe
pour les juifs convertis et transfère ces charges aux juifs non-convertis. Les juifs convertis sont autorisés à commercer avec les chrétiens, non sans avoir fait leurs preuves par la récitation du credo et de manger de la nourriture non kasher. Des sanctions sont adoptées contre les chrétiens qui négocieront avec des Juifs non convertis ou non éprouvés.
En ce qui concerne l'église, à part l'affaire du rebelle Sisbert et la vacance de son siège, deux importants décrets sont promulgués. Tout d'abord, les évêques reçoivent l'ordre de maintenir tous les édifices religieux en bon état et de garder un prêtre dans chaque paroisse. D'autre part, les évêques reçoivent l'ordre de prendre toutes les offrandes proposées par des « rustiques » à des dieux païens et d'exterminer ces pratiques subsistantes (certainement dans quelques provinces uniquement).